# الموفقية (ناحية)
الموفّقيّة  سميت بهذا الاسم نسبة إلى الخليفة العباسي الموفق بالله الذي عسكر مع جيشه لمدة سنتان في هذه الأرض لذلك فهي من المناطق القديمة وكانمت تعد في القرن العشرين من الأماكن المهمة في محافظة واسط لما تتمتع به من قدرة زراعية وهي من المناطق المعروفة بإنتاج القمح والشعير، كما انها تقع على نهر الغراف الذي يمر فيها، ومن أهم الجداول الموجودة فيها هي المديليل والروميه والجدول والميزر ونهر حامي وتبين  خارطة انهار وجداول واسط ما مذكور ولها اسم ثاني هو محيرجه وسميت بهذ الاسم لاحتراق سوقها في القرن الماضي. وقد ساهم أبناءها في الحياة السياسية في العراق.